# ¡Forward, Russia!
¡Forward, Russia! fue una banda británica de rock alternativo originaria de Leeds, Inglaterra, la cual estuvo activa durante el 2004 y 2008. Su álbum debut, Give Me a Wall fue publicado en el 2006, hasta entonces, sus canciones las nombraban con números, conforme al orden en que eran escritas.

## Historia

### Formación y primeros éxitos
¡Forward, Russia! fue formado a inicios del 2004 por Tom Woodhead y Rob Canning, exintegrantes de la banda The Black Helicopters, y los hermanos Katie Nicholls y Sam Nicholls, (más conocido como Whiskas), los cuales eran miembros de la banda les Flames!.  La banda realizó su primer concierto en el mes de abril, seguido por demos que recibió críticas de las revistas importantes, tales como Drowned In Sound y NME.
En abril de 2005, la banda lanza su sencillo «Nine» junto con la banda This Et Al, la cual fue publicada por la discográfica del guitarrista Whiskas Dance To The Radio. NME revisó el sencillo, que después lo puso en su ‹radar›, y el sencillo se agotó en una semana.
El sencillo «Thirteen/Fourteen» fue publicado por White Heat Records en agosto de 2005, seguido de una gira por el Reino Unido. En ese mismo año ¡Forward, Russia! apareció en NME como uno de los precursores de Leeds de la escena denominada «Nueva Yorkshire» (junto con las bandas The Research, The Sunshine Underground, The Ivories y Black Wire).
La banda publicó en enero de 2006 su sencillo «Twelve», el cual alcanzó el Top 40 de las listas de popularidad británicas.

### 2006 - Give Me a Wall
En mayo de 2006, fue publicada una nueva versión de «Nine», el cual le siguió su álbum debut Give Me a Wall, producido por Paul Tipler y lanzado el 15 de mayo del mismo año. En esa época estuvieron de gira con We Are Scientists, The Automatic, The Long Blondes, Howling Bells y Boy Kill Boy en el NME New Music Tour.
La banda firmó contrato con Mute Records en los Estados Unidos, y por ende Give Me a Wall fue publicado el 19 de septiembre de 2006. Además, el sencillo en formato digital «Thirteen», así como «Nine» y «Eighteen» y dos EP fueron lanzados para promocionar el álbum. ¡Forward, Russia! visitó los EE. UU. en cuatro ocasiones, todas en el 2006 para tocar en el South by Southwest, en el CNN Music Marathon y en giras con Scanners y Snowden. En Japón la banda firmó con la discográfica Vinyl Junkie Recordings, mientras que Dance to the Radio se encargó de distribuir el disco en todo el mundo, a través de un convenio pactado con Cooperative Music.
El sencillo «Eighteen» fue lanzado en formato de disco compacto (CD) y en formato de 7 pulgadas en el Reino Unido en julio de 2006, alcanzando el 1.º lugar de la lista UK Indie Chart. El vídeo del sencillo contiene apariciones de los miembros de las bandas The Pidgeon Detectives, This Et Al y The Playmates.
En el 2006, hubo una pequeña gira por tierras británicas y numerosas apariciones en festivales en el Reino Unido y el resto de Europa, así como presentaciones en los Estados Unidos,  además de que tocaron en los Festivales de Reading y Leeds y de Carling Weekends. La banda tocó en el MTV2 Spanking New Music Tour en el mes de noviembre a lado de Wolfmother, The Maccabees y Fields.  «Nineteen» fue publicado como el último sencillo de Give Me a Wall para promocionar la gira.
En el Festival Pukkelpop de Bélgica, la banda debutó su material pos Give Me a Wall, llamado «Don't Be a Doctor», siendo ésta la primera canción del grupo sin nombre numérico.  «Don't Be a Doctor» fue grabado por el productor de Give Me a Wall, Paul Tipler en septiembre del 2006. La canción fue publicada por primera vez en formato digital como parte del álbum recopilatorio Out of the Woods and Trees de la discográfica Dance to the Radio. La compilación también incluye canciones inéditas de Howling Bells y The Pidgeon Detectives.
¡Forward, Russia! encabezó una pequeña gira por el Reino Unido e Irlanda en febrero y marzo de 2007 y con esto concluir la promoción de su álbum debut en las islas británicas.

### 2008 - Life Processes
La banda grabó su nuevo material con el productor Matt Bayles en Seattle, Washington, Estados Unidos. En la página de su estudio, se nombraron varias canciones, entre ellas tres canciones que tocaron en su gira a principios del 2007, siendo el sencillo «Breaking Standing» el elegido.  Así, el álbum fue titulado Life Processes y fue publicado por Cooking Vinyl en el Reino Unido el 14 de abril de 2008, Mute Records en los EUA en el mes de junio de 2008 y por Vinyl Junkie en Japón el 26 de marzo de 2008. Cabe mencionar que en la versión japonesa se incluyeron dos canciones extra: «Reflection Symmetry» y «Don't Be a Doctor». 

### Actualidad
En el 2008, la banda anunció que «ellos habían decidido descansar de ¡Forward, Russia! y que no tocarían o grabarían en un futuro cercano».  Su afirmación fue que «la idea de hacer otra gira sin nada nuevo que ofrecer no es algo que nos entusiasme». Katie Nicholls se mudó a Nottingham para tomar un curso de arte, mientras que Woodhead ha trabajado como productor. La última vez en que se presentaron fue en el festival Brainwash, en el Brudenell Social Club, Leeds el 17 de octubre de 2008.

## Estilo musical
La música de la banda ha sido descrita como art rock, agit-punk contemporáneo y dance punk. De hecho, cuando Give Me a Wall fue publicado, la banda rápidamente fue comparada con Bloc Party, mientras que la NME los describió como un «sonido inglés peculiarmente parecido al emo».

## Formación
- Tom Woodhead — voz principal y teclados.
- Rob Canning — bajo.
- Katie Nicholls — batería y coros.
- Whiskas — guitarra y teclado.

## Discografía

### Álbumes de estudio
| Año  | Álbum          | Discográfica       |
| ---- | -------------- | ------------------ |
| 2006 | Give Me a Wall | Dance to the Radio |
| 2008 | Life Processes | Cooking Vinyl      |

### Sencillos
| Nombre                  | Fecha de publicación | Discográfica       | Listas en el Reino Unido | Álbum          |
| ----------------------- | -------------------- | ------------------ | ------------------------ | -------------- |
| «Nine»                  | Abril del 2005       | Dance to the Radio | —                        | —              |
| «Thirteen» / «Fourteen» | Agosto del 2005      | White Heat         | —                        | —              |
| «Twelve»                | Enero del 2006       | Dance to the Radio | 36                       | Give Me a Wall |
| «Nine»                  | Mayo del 2006        | Dance to the Radio | 40                       | Give Me a Wall |
| «Eighteen»              | Julio del 2006       | Dance to the Radio | 44                       | Give Me a Wall |
| «Nineteen»              | Noviembre del 2006   | Dance to the Radio | 67                       | Give Me a Wall |
| «Don't Be a Doctor»     | Febrero del 2007     | Dance to the Radio | —                        | —              |
| "Breaking Standing"     | 7 de abril de 2008   | Cooking Vinyl      | 195                      | Life Processes |